# Вітерит

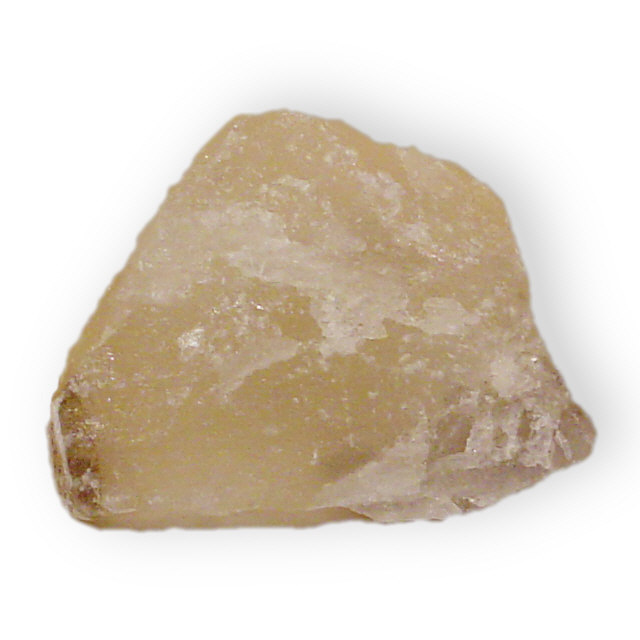
Вітерит з Англії

Вітери́т (рос. витерит; англ. witherite; нім. Witherit) — мінерал класу карбонатів. Карбонат барію острівної будови.

## Етимологія та історія
Мінерал вперше описав у 1784 році британський ботанік і лікар Вільям Візерінг (William Withering) як «Terra Ponderosa». У 1790 р. нім. геолог Авраам Готлоб Вернер назвав мінерал за ім'ям першовідкривача 'Witherit'.

## Загальний опис
Хімічна формула: ВаСО3.
Містить (%): ВаО — 77,70. СО2 — 22,30. Сингонія ромбічна.
Густина 4,2 — 4,3.
Твердість 3 — 3,75.
Колір сіруватий, жовтуватий, іноді білий або безбарвний.
Блиск скляний. Флуоресціює.
Знаходиться у гідротермальних жилах разом з баритом і різними сульфідами. Також утворюється у екзогенних умовах як вторинний мінерал бариту.
Вітерит — порівняно рідкісний низькотемпературний гідротермальний мінерал. У великих скупченнях вітерит є в родовищах Сеттінгстон, Олстон-Мур та ін. в Північній Англії. В Україні є в Передкарпатті, на Закарпатті, на Донбасі.

## Використання
Використовується як сировина для отримання барію і його сполук, як обважнювач для бурових розчинів, для виготовлення спеціальної штукатурки, непроникної для рентгенівських (пулюєвих) променів.
Також вітерит використовувався для загартовування сталі, а також для виготовлення цементу, скла, емальованого посуду, мила, барвників та вибухових речовин.
Застосовується для приготування щурячої отрути, при виробництві скла та порцеляни, а раніше для переробки цукру.

## Ризики для здоров’я людини
Натураліст 18 століття доктор Лі зафіксував його смертельні наслідки після смерті дружини та дитини фермера. Джеймс Ватт-молодший експериментував з мінералом на тваринах, і він зареєстрував ті самі смертельні властивості.  До 18 століття фермери з Англзарке (малонаселена місцевість районі Чорлі, Ланкашир, Англія) використовували цей мінерал як отруту для щурів